# 박소연 (배우)
박소연(SoYeon Park)은 대한민국의 뮤지컬배우/동,가대구광역시 출신이다.

## 학력
- 서울대학교 성악과 학사
- 만하임국립음악대학원 성악과 석사

## 경력
- 서울예술대학교 공연학부 겸임조교수 (2012년 ~ )
- 경희대학교 연극영화과 외래교수 (2009년 ~ 2014년)
- 청강문화산업대학 뮤지컬과 전임강사(2007년 ~ 2008년)

## 수상
- 제9회 대구국제뮤지컬페스티벌 여우주연상 (2015년)[2]

## 출연작품
| 장르   | 작품                              | 연도   |
| ------ | --------------------------------- | ------ |
| 뮤지컬 | 크리스마스 캐롤                   | 2005년 |
| 뮤지컬 | 드라큘라                          | 2006년 |
| 뮤지컬 | 바스티엥과 바스티엔느             | 2006년 |
| 뮤지컬 | 온 러브                           | 2008년 |
| 뮤지컬 | 화성에서 꿈꾸다                   | 2008년 |
| 뮤지컬 | 마인                              | 2009년 |
| 뮤지컬 | 색즉시공                          | 2009년 |
| 뮤지컬 | 로미오 앤 줄리엣                  | 2009년 |
| 뮤지컬 | 투란도트                          | 2011년 |
| 뮤지컬 | 투란도트                          | 2012년 |
| 뮤지컬 | 미스터온조                        | 2013년 |
| 뮤지컬 | 투란도트                          | 2014년 |
| 뮤지컬 | 사랑은비를타고(Between Raindrops) | 2015년 |
| 뮤지컬 | 투란도트                          | 2015년 |
| 뮤지컬 | 빛골아리랑                        | 2015년 |
| 뮤지컬 | 투란도트                          | 2015년 |
| 뮤지컬 | 투란도트 서울                     | 2016년 |
| 뮤지컬 | 파리넬리                          | 2016년 |
| 뮤지컬 | 투란도트 DIMF                     | 2016년 |
| 뮤지컬 | 투란도트 하얼빈                   | 2016년 |
| 뮤지컬 | 투란도트 DIMF                     | 2017년 |
| 뮤지컬 | 투란도트 DIMF                     | 2018년 |
| 뮤지컬 | 1446                              | 2018년 |
| 뮤지컬 | 애니                              | 2024년 |